# Чернышов, Николай Михайлович
Николай Михайлович Чернышов (4 ноября 1932, Боровское, Центрально-Чернозёмная область — 25 сентября 2017, Воронеж) — советский и российский геолог, член-корреспондент РАН (1994), заведующий кафедрой минералогии, петрографии и геохимии Воронежского государственного университета.

## Биография
После окончания Чуевской средней школы поступил на геологический факультет Воронежского университета по специальности «геология и разведка месторождений полезных ископаемых», который и окончил в 1955 году. В 1956—1958 годах — геолог Шамлугской ГРП треста «Армцветметразведка» (Армянская ССР). С 1958 года преподаёт в Воронежском университете (с 1974 — профессор), с 1968 — заведующий кафедрой минералогии и петрографии; читает курсы «платинометалльные рудообразующие системы», «минералогия», «рудообразующие системы». Одновременно с 1995 года заведует Воронежским отделением Института геологии рудных месторождений, петрографии, минералогии и геохимии (ИГЕМ) РАН.
Член Бюро Межведомственного петрографического комитета России; председатель петрологической комиссии по центру и югу России. Научный руководитель общероссийской Программы «Платина России» (1993—2005).
Избирался секретарём парткома университета (1972—1982), членом бюро Центрального райкома КПСС (Воронеж), членом Воронежского обкома КПСС.

## Научная деятельность
Основные исследования исследований:
- геология, петрология и металлогения раннего докембрия Центральной России;
- платиноидно-медно-никелевые месторождения в центре России;
- геолого-генетические модели формирования и продуктивности медно-никелевых и платинометалльных рудно-магматических систем.

В 1962 году защитил кандидатскую, в 1972 — докторскую диссертацию.
Положенная в основу общероссийской Программы «Платина России» геолого-генетическая модель определила новый концептуальный подход к оценке платинометалльного потенциала России, выделению новых крупных платиноносных районов, открытию новой золото-платиноносной провинции в Центральной России.
Председатель секции «Металлогения докембрия» научного совета РАН, член бюро Петрокомитета РАН и председатель Петрографического совета по Югу России РАН, председатель секции «Металлогения докембрия» Научного совета по геологии докембрия РАН; член Отделения наук о Земле и Отделения геологии, геофизики, геохимии и горных наук РАН. Председатель специализированного совета по защите докторских диссертаций.
Академик РАЕН (1993), академик Международной академии наук высшей школы, Соросовский профессор.
Подготовил 5 докторов и 20 кандидатов наук. Автор более 450 научных работ, в том числе 20 монографий.

### Избранные труды
Источник — Зональная научная библиотека Воронежского госуниверситета
- Геолог милостью Божьей: к столетию со дня рождения Митрофана Степановича Точилина / [сост. Н. М. Чернышов]. — Воронеж : ИПЦ ВГУ, 2010. — 111 с. — ISBN 978-5-9273-1749-3.
- Д. А. Додин [и др.] Углеродосодержащие формации — новый крупный источник платиновых металлов XXI века. — М. : Геоинформмарк, 2007. — 130 c.
- Додин Д. А., Чернышов Н. М. Платина России : (результаты и направления работ по программе «Платина России»). — СПб. : ВНИИОкеангеология, 2004. — 129 с. — ISBN 5-88994-053-8.
- Додин Д. А., Чернышов Н. М., Чередникова О. И. Металлогения платиноидов крупных регионов России. — М. : Геоинформмарк, 2001. — 303 с. — ISBN 5-900357-63-5.
- Чернышов Н. М. Золото-платинометалльное оруденение черносланцевого типа Курско-Воронежского региона (Центральная Россия). — Воронеж : ИПЦ ВГУ, 2007. — 176 с. — ISBN 978-5-9273-1184-2.
- Чернышов Н. М. Платиноносные формации Курско-Воронежского региона (Центральная Россия). — Воронеж : Изд-во Воронеж. гос. ун-та, 2004. — 446 с. — ISBN 5-9273-0597-0.
- Чернышов Н. М., Бочаров В. Л., Фролов С. М. Гипербазиты КМА. — Воронеж : Изд-во Воронеж. ун-та, 1981. — 252 c.
- Чернышов Н. М., Дмитренко Г. Г. Породообразующие минералы никеленосных интрузий Воронежского кристаллического массива. — Воронеж : Изд-во Воронежского ун-та, 1979. — 246 c.
- Чернышов Н. М., Резникова О. Г. Типы, состав и генетические особенности золото-платинометалльного оруденения в железистых кварцитах Старооскольского рудного района КМА (Центральная Россия). — Воронеж : Издательский дом ВГУ, 2014. — 154 с. — ISBN 978-5-9273-2084-4.
- Чернышов Н. М., Чесноков В. С., Шуршилова Е. М. Кафедра минералогии и петрологии : краткий исторический очерк (годы, люди, события). — Воронеж : Воронеж. гос. ун-т, 2004. — 112 с.

## Звания и награды
- юбилейная медаль «За доблестный труд. В ознаменование 100-летия со дня рождения Владимира Ильича Ленина» (1970)
- почётный знак «За отличные успехи в области высшей школы СССР» (1975)
- орден «Знак Почёта» (1976)
- почётный знак «За успехи в подготовке специалистов ГДР» (1979)
- Почётные грамоты Министерства высшего образования СССР (1978), Министерства образования РФ (2001)
- Почётный разведчик недр (1993)
- Заслуженный деятель науки Российской Федерации (1997)[1]